# Stieg 19 (Quedlinburg)

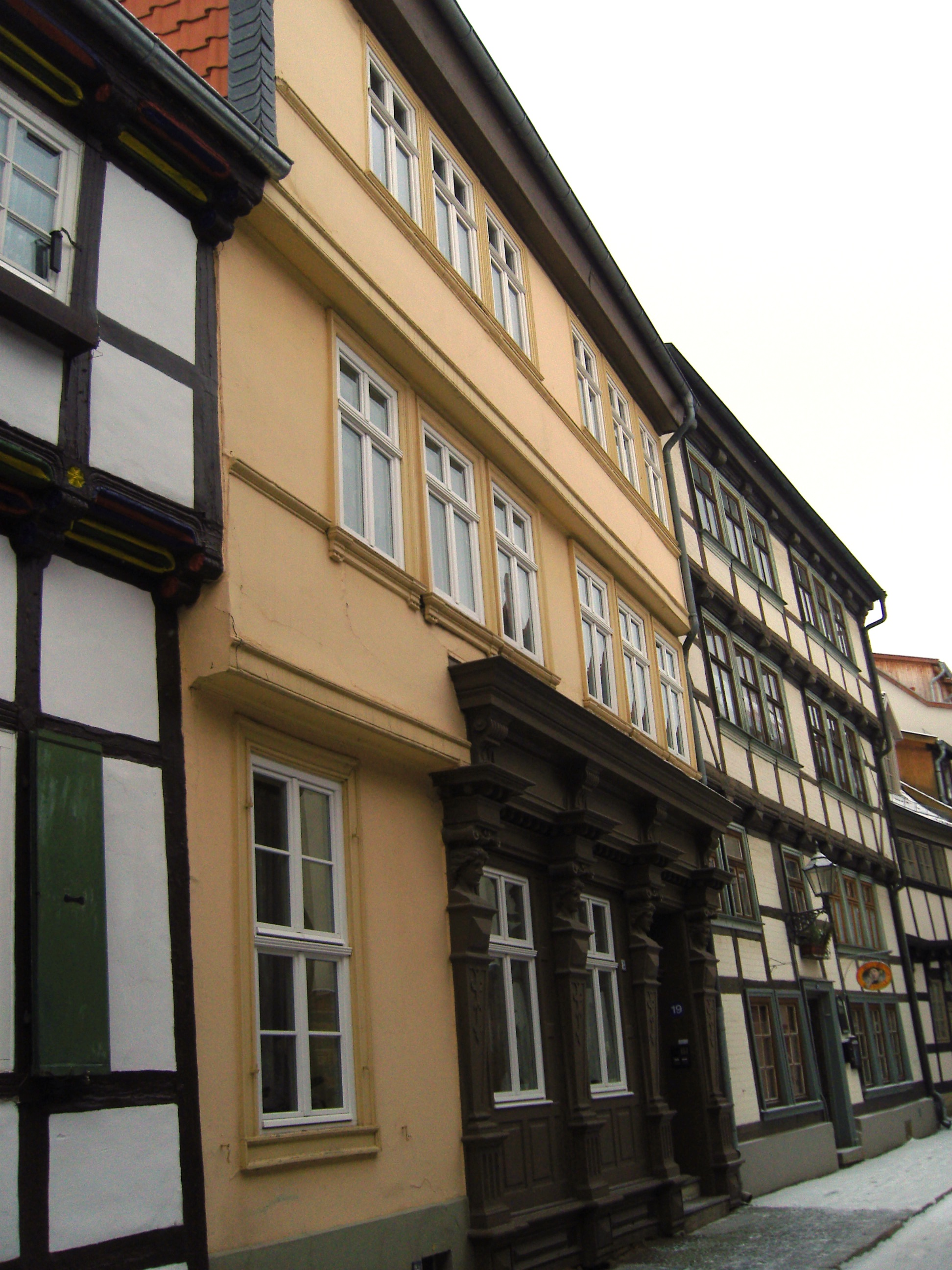
Haus Stieg 19

Das Haus Stieg 19 ist ein denkmalgeschütztes Gebäude in der Stadt Quedlinburg in Sachsen-Anhalt.

## Lage
Es befindet sich östlich des Marktplatzes der Stadt und gehört zum UNESCO-Weltkulturerbe. Im Quedlinburger Denkmalverzeichnis ist es als Ackerbürgerhof eingetragen. Östlich grenzt das gleichfalls denkmalgeschützte Haus Stieg 18, westlich das Haus Stieg 20 an.

## Architektur und Geschichte
Das straßenseitige dreigeschossige Fachwerkhaus stammt aus dem 17. Jahrhundert. Ursprünglich wurde das Anwesen als Bauernhof genutzt. Im späten 19. Jahrhundert wurde die Fassade des Hauses verputzt. Um 1890 erfolgte der Einbau eines Ladengeschäfts im Stil des Historismus. Die Ladenfassade ist ausgesprochen prächtig gestaltet. So finden sich neben anderen Verzierungen vier sogenannte Karyatiden, weibliche Figuren mit einer tragenden Funktion.
Das Tor des Hofs verfügt über mit Kerbschnitten verzierte Torflügel. Auf dem Hof des Anwesens zur Straße Hölle hin befindet sich ein dreigeschossiges Fachwerkhaus.